# 다음 스토리볼
다음 스토리볼(STORYBALL)은 다음에서 서비스하고 있는 모바일 콘텐츠로써 2013년 8월 8일 정식 출시되었다.
스토리볼은 일상생활에서 유용하게 쓰일 수 있는 소재인 (패션, 연예, 음식, 소설, 웹툰, 글귀, 애완동물, 남성, 여성, 취업정보, 모바일 영화, 사진등 다양한 콘텐츠들로 구성되어 있다. 다음 측은 스토리볼 창작자들과 직접 만나 3~5개월에 걸쳐 기획과 제작을 진행해 작가를 직접 선정한다. 작가 선정 후 웹툰과 마찬가지로 콘텐츠를 요일별로 연재를 하고 있다.
다음 스토리볼의 장점은 고퀄리티의 콘텐츠를 카테고리 별로 균형을 맞춰 구독할 수 있고, 각 컨텐츠에 대한 내용에 대해 페이스북의 좋아요와 같은 기능인 '공감'을 누룰 수 있다. 이 '공감'의 개수가 1000개가 쌓이면 '천개의 공감' 카테고리로 이동된다.
그리고 콘텐츠의 연재 중에는 무료로 볼 수 있고, 완결이 되면, 일부는 유료서비스로 전환된다.
2018년 5월 현재 해당 서비스가 종료된 것으로 확인된다.

## 같이 보기
- 다음